# Nada como el sol
Nada como el sol es un álbum (EP) del cantante Sting, compuesto por cuatro canciones versionadas en español y una en portugués, derivado del álbum en inglés ...Nothing Like the Sun de 1987. El álbum Nada como el sol fue lanzado el 16 de febrero de 1988.

## Lista de canciones
1. "Mariposa Libre" (en español). Jimi Hendrix – 4:54
2. "Frágil" (en portugués). Sting – 3:50
3. "Si Estamos Juntos" (en español). Sting – 4:16
4. "Ellas Danzan Solas" (en español). Sting – 7:17
5. "Fragilidad" (en español). Sting – 3:52